# 삼차뷰틸하이드로퀴논
삼차뷰틸하이드로퀴논(tert-Butylhydroquinone, TBHQ, tertiary butylhydroquinone)은 페놀류의 일종인 방향족성 유기 화합물이다. 삼차뷰틸기로 대체되는 하이드로퀴논의 파생물이다.
음식에서 삼차뷰틸하이드로퀴논은 불포화 식물성 기름과 수많은 식용 동물성 지방의 방부제로서 사용된다. 철이 존재해도 변색되지 않으며 물질의 맛을 바꾸지 않는다. 식품 첨가물로서 E 번호는 E319이다. 다양한 음식에 쓰이며 식품 보과나 수명을 늘리는 것이 주가 되는 장점이다.